# All'est si muore
All'est si muore (Kinder, Mütter und ein General) è un film del 1955 diretto da László Benedek e interpretato da Hilde Krahl.
Nel cast ci sono anche gli allora sconosciuti Klaus Kinski e Maximilian Schell.

## Trama
Pomerania, marzo del 1945. Per il Terzo Reich di Hitler si avvicina l'epilogo, ma il führer si ostina nell'impartire ordini di resistenza ai suoi ultimi uomini. A difendere la Germania, dall'esercito ormai decimato dalle molte perdite umane, vengono arruolati tanti giovani, molti dei quali appena adolescenti. Alcune delle loro madri, con l'intenzione disperata di sottrarre alla morte i propri figli, si dirigono fin nei pressi di Stettino per cercarli e trarli in salvo.

## Riconoscimenti
- Film Award in Silver, 1955
- Golden Globe per il miglior film straniero, 1956